# Montes Pocdol
Los montes Pocdol son un grupo volcánico de estratovolcanes en Filipinas.
La cordillera se conoce también como Grupo Volcánico de Bacon-Manito.
Las montañas Pocdol forman parte de la frontera entre las provincias de Albay y Sorsogon, en la V Región, en la isla de Luzón, al norte de las Filipinas.